# Elisabeth Elfvengren
Brita Elisabeth Elfvengren, född 2 maj 1920 i Viborg, död 13 september 1971, var en finländsk aktuarie.
Elfvengren, som var dotter till hovrättspresident Egid William Elfvengren och Elsa Maria Thesleff, blev student 1937, filosofie kandidat 1943 och filosofie magister 1946 samt var ASLA-stipendiat för studier i statistik vid University of Chicago 1951–1952. Hon var statistisk sekreterare vid Nordiska Föreningsbanken 1944–1945, arbetade på aktuarieavdelningen vid Lifförsäkrings AB Thule i Stockholm 1945–1947, var forskare vid Ekonomiska Utredningsbyrån 1947–1948 och 1949–1958, extra aktuarie vid Finlands Banks institut för ekonomisk forskning 1958–1959, utförde specialutredning vid Riksplaneringsbyrån 1960–1962 och var aktuarie vid Helsingfors stads statistiska byrå från 1962.
Elfvengren arbetade vid statistiska avdelningen vid Internationella arbetsbyrån i Genève som Assistant Member of Division 1956–1957, innehade expertuppdrag för Lantbrukskommittén 1960–1961 och utförde en specialutredning över den teknisk-naturvetenskapliga forskningen i Finland 1962. Hon var ordförande i kommittén för internationella ärenden vid Finlands kvinnliga akademikers förbund 1961–1965, sekreterare för denna kommitté 1958–1961, medlem av centralstyrelsen för Svenska Kvinnoförbundet från 1959 och förste viceordförande i Finlands kvinnliga akademikers förbund från 1966.